# Thierry Rey
Thierry Rey (ur. 1 czerwca 1959 w Veurne) – francuski judoka. Złoty medalista olimpijski z Moskwy.
Urodził się w Belgii. Walczył w kategoriach do 60 i 65 kilogramów. Największy sukces odniósł na igrzyskach w Moskwie, zwyciężając w najniższej wadze. Był mistrzem świata (1979) oraz medalistą mistrzostw Europy (złoto w 1983).

## Starty olimpijskie (medale)
Moskwa 1980
- kategoria do 60 kg –  złoto

## Odznaczenia
- Legia Honorowa V (1993)[1] i IV klasy (2015)[1]